# Daniel (1982–2019)
Daniel Silva dos Santos (ur. 30 maja 1982 w Cabo Frio, zm. 10 lutego 2019 tamże) – brazylijski piłkarz występujący na pozycji pomocnika.

## Kariera klubowa
Od 2009 roku występował w klubach Ventforet Kofu, Nagoya Grampus i Oita Trinita.